# Ligne 3702 du réseau de bus de Sénart
La ligne 3702 du réseau de bus de Sénart, nommée Citalien jusqu'en 2025, est une ligne de bus du réseau de bus de Sénart, exploitée par le groupe Transdev, mise en service le 6 septembre 2007. Elle est le précurseur de la future ligne T Zen 2, ligne de bus en site propre qui reprendra la desserte du 3702 vers 2027.
Cette ligne de bus, est destinée à faciliter les déplacements de banlieue à banlieue, entre les deux cœurs d'agglomérations du Grand Paris Sud et de Melun Val de Seine, dans le sud du département de Seine-et-Marne, en Île-de-France. Pour ce faire, elle relie Lieusaint - Carré Citoyenneté à Melun - Gare Routière Mail en desservant au passage treize arrêts et six communes.

## Historique

### Naissance du Citalien

Logo originel du Citalien.

Citalien est le fruit de l’association de la communauté d'agglomération Melun Val de Seine avec le syndicat d'agglomération nouvelle de Sénart-Ville Nouvelle et le conseil départemental de Seine-et-Marne. Cette nouvelle ligne de bus doit permettre de soutenir la très forte croissance du Sud-Est seine-et-marnais : En effet, Sénart-Ville Nouvelle et Melun Val de Seine totalisent plus de 200 000 habitants et de 80 000 emplois sur un territoire deux fois plus grand que Paris.
Cette nouvelle ligne est mise en service le 6 septembre 2007, et dessert alors onze arrêts : Lieusaint - Sénart-Centre, Lieusaint - Les Canaux, Savigny-le-Temple - Gustave-Roussy, Nandy - Roseraie, Savigny-le-Temple - Cités Unies, Savigny-le-Temple - Boissénart - La Haie, Vert-Saint-Denis - Jean-Rostand, Melun - Champ de Foire, Melun - Saint-Exupéry, Melun - Trois Horloges et Melun - Place Saint-Jean.
Cette nouvelle ligne fonctionnait déjà du lundi au samedi mais à raison de 13 aller-retour en semaine et de 10 le samedi, préfigurant le futur transport en commun en site propre entre Melun et Sénart. Il fallait attendre en moyenne une heure entre 7 h 00 et 11 h 00 ainsi qu'entre 15 h 30 et 22 h 00, du lundi au vendredi ; une heure et demie à trois heures entre 11 h 00 et 15 h 30 du lundi au vendredi ; et une heure et demie à deux heures, toute la journée du samedi.
À sa mise en service, on espérait attendre 112 000 voyageurs, pour la première année, soit 14 par course en moyenne ; 137 000, la troisième année, soit 17 par course ; 180 000, la cinquième année, soit 23 par course.
Dès la fin 2007, le succès est au rendez-vous : « On avait prévu quinze voyageurs par course au bout d'un an et on atteint déjà ce chiffre au bout de trois mois. Beaucoup de personnes l'utilisent le matin, de leur domicile à leur lieu de travail », expliquait-on au conseil départemental, qui a financé sa mise en place à hauteur de 50 %. De fait, selon Transdev, l'exploitant, la moyenne hebdomadaire s'élève à 18 validations par course, or, ce bus réalise 26 courses par jour, soit 13 allers et 13 retours, du lundi au vendredi et 20 courses le samedi. Durant la semaine du 3 décembre, il a totalisé plus de 1 800 voyageurs, soit 300 voyageurs par jour. D'ailleurs, à la période des fêtes, beaucoup de gens ont utilisé le Citalien pour effectuer leurs achats dans les centres commerciaux.

### 2008
Le succès du Citalien se poursuivit en 2008, avec une moyenne de 2 790 voyageurs par semaine, soit 12 000 par mois alors que 9 300 étaient prévus initialement, la première année. C'est pourquoi, la ligne est renforcée à partir du 1er septembre 2008.
Désormais, du lundi au vendredi, 15 courses aller-retour seront effectuées contre 13, jusqu'alors ; et le samedi, quatre courses supplémentaires sont créées permettant le passage de 10 à 14 courses. Ce renforcement est essentiellement effectué le midi en semaine ainsi que le samedi après-midi, permettant d’éviter certaines surcharges : les centres commerciaux répartis le long de la ligne générant un trafic relativement important sur ce créneau horaire.
Elle est la consécration de l'enquête satisfaction menée au printemps auprès des usagers, dans les véhicules, afin de recueillir l’avis des usagers. Les principaux résultats de cette enquête montrent que la ligne est fréquentée par une population jeune (50 % des usagers ont entre 15 et 25 ans) et que l’accès aux commerces et aux loisirs représentent plus de 2/3 des motifs de déplacement. D’une manière générale, 75 % des usagers s’estiment satisfaits de cette ligne, toutefois, ils ont été nombreux à solliciter une augmentation de la fréquence de passage de la ligne aussi bien en semaine que le samedi.
Les nouvelles rotations offrent ainsi une souplesse supplémentaire pour celui qui veut se rendre dans certains services publics (hôpital Marc-Jacquet ou préfecture de Melun), boutiques de Melun ou du Carré Sénart, cinémas, etc.
De plus, deux nouveaux arrêts furent alors été créées mais l'un d'entre eux fut supprimé en 2010 : 
- L'arrêt René-Coty : Il est situé avenue du Général Patton à Melun, pour mieux desservir le nord de la ville, notamment le quartier Plein-Ciel, en remplacement de l’arrêt « Saint-Exupéry », afin d’assurer une meilleure desserte des zones d’habitations situées au nord-ouest de Melun. En effet, les usagers actuels de l’arrêt « Saint-Exupéry » disposent d’un deuxième arrêt situé à environ 300 mètres en gare routière des « Trois Horloges » ;
- L'arrêt Bois des Saints-Pères : Il est situé dans Sénart-Ville Nouvelle, à Cesson, à hauteur de la zone d'activités de la Plaine-du-Moulin-à-Vent, permettant la desserte du nouveau centre commercial Maisonément[5].

### 2014
Du fait d'une augmentation continue du nombre de voyageurs sur la ligne ainsi qu'à la demande de ces derniers, depuis le 6 janvier 2014, le STIF a créé douze courses supplémentaires augmentant la fréquence de passage à un bus toutes les 30 minutes toute la journée (sauf la dernière course, le soir), et six courses supplémentaires créées le samedi portant ainsi la fréquence de passage à un bus toutes les 30 minutes, seulement de 10 h à 19 h 30.
De plus, deux nouveaux arrêts voient le jour tandis que deux autres ont été supprimés :
- l'arrêt René-Coty, situé à Melun et créé en 2008, est remplacé, en raison d'une insuffisante fréquentation, par un nouvel arrêt : Saint-Exupéry ;
- l'ancien terminus Place Saint-Jean,  situé à Melun et créé dès la mise en service de la ligne, est remplacé par le nouveau terminus Gare Routière Mail Gaillardon afin que le Citalien puisse avoir une meilleure correspondance avec le réseau de bus du Grand Melun.

### 2016
L'arrêt Bois des Saints-Pères, situé à Cesson, est renommé Plaine du Moulin à Vent afin d'éviter la confusion avec l'arrêt Boissénart - La Haie, situé dans le même centre commercial, mais sur le territoire de la commune de Savigny-le-Temple.

### 2017
À compter du 6 novembre 2017, l'offre de la ligne est renforcée avec un passage toutes les vingt minutes du lundi au samedi toute l'année entre 6 h 45 et 19 h 45. De plus, un service est créé les dimanches et fêtes à raison d'un bus par heure. L'arrêt Courtille est supprimé du fait de sa faible fréquentation. Un nouvel arrêt Konrad - Adenauer est créé afin de desservir la ZAC de la Cave qui souffre de l'absence de dispositifs piétonniers, la zone commerciale étant implantée près de la route D306. Enfin, trois des quatre bus Citaro BHNS initialement pelliculés Citalien sont repeints Melibus afin de les faire circuler également sur les autres lignes du réseau au profit de nouveau Citaro C2 BHNS en livrée Citalien ou Île-de-France Mobilités (ex-STIF), qui eux, entrent sur la ligne.

### 2025
Le 6 janvier 2025, la ligne Citalien devient la ligne 3702 du réseau de bus de Sénart dans le cadre de la renumérotation des lignes franciliennes.

## Tracé et stations

### Tracé
La ligne 3702 relie les agglomérations du Grand Paris Sud et de Melun Val de Seine, via treize arrêts, en desservant les communes de Lieusaint, Savigny-le-Temple, Nandy, Cesson, Vert-Saint-Denis et de Melun, leurs bassins de services et d’emplois respectifs et plusieurs équipements d’envergure existants ou en projet : le futur hôpital du Sud Seine-et-Marne, la ZAC du Champ de Foire à Melun (commerces de l’équipement de la maison et du bricolage), les services publics et les commerces implantés à Melun, le centre commercial Carré Sénart possédant depuis septembre 2008 un Shopping Parc, Maisonément (Cité de la maison de Boissénart)..., contribuant ainsi à développer l’attractivité économique et résidentielle des deux agglomérations.
La ligne ne dessert aucune gare, mais est en correspondance avec les réseaux de bus locaux (Grand Melun et Sénart), et Express (Seine-et-Marne Express à la place Saint - Jean de Melun) et depuis l'été 2011 avec la ligne T Zen 1 circulant en site propre et qui relie Sénart, à travers la gare de Lieusaint - Moissy à Corbeil-Essonnes à travers sa gare via le Carré Sénart.
| Ligne | Caractéristiques | Caractéristiques                       | Caractéristiques                       | Caractéristiques                       | Caractéristiques                       | Caractéristiques                              | Caractéristiques                         | Caractéristiques                       | Caractéristiques                       |
| 3702  | Carré Citoyenneté ⥋ Gare routière Mail | Carré Citoyenneté ⥋ Gare routière Mail | Carré Citoyenneté ⥋ Gare routière Mail | Carré Citoyenneté ⥋ Gare routière Mail | Carré Citoyenneté ⥋ Gare routière Mail | Carré Citoyenneté ⥋ Gare routière Mail        | Carré Citoyenneté ⥋ Gare routière Mail   | Carré Citoyenneté ⥋ Gare routière Mail | Carré Citoyenneté ⥋ Gare routière Mail |
| ----- | --- | -------------------------------------- | -------------------------------------- | -------------------------------------- | -------------------------------------- | --------------------------------------------- | ---------------------------------------- | -------------------------------------- | -------------------------------------- |
| 3702  | Ouverture / Fermeture — / — | Longueur —                             | Durée 40-45 min                        | Nb. d’arrêts 14                        | Matériel —                             | Jours de fonctionnement L, Ma, Me, J, V, S, D | Jour / Soir / Nuit / Fêtes O / N / N / O | Voy. / an —                            | Dépôt —                                |
| 3702  | Desserte : - Villes et lieux desservis : Lieusaint, Melun, Nandy, Savigny-le-Temple, Vert-Saint-Denis. |                                        |                                        |                                        |                                        |                                               |                                          |                                        |                                        |
| 3702  | Autre : - Zone traversée : 5 - Arrêts non accessibles aux UFR : Boissénart - La Haie et 3 Horloges. - Amplitudes horaires : La ligne circule du lundi au samedi de 6 h 15 à 22 h 15 et les dimanches et jours fériés de 9 h 30 à 21 h 3. - Particularités : Le 3702 est le précurseur de la Ligne 2 du T Zen. - Date de dernière mise à jour : 21 novembre 2021. |                                        |                                        |                                        |                                        |                                               |                                          |                                        |                                        |
| 3702  | Dernière actualisation : — |                                        |                                        |                                        |                                        |                                               |                                          |                                        |                                        |

### Liste des stations
|  |   |  | Station                 | Zone | Communes desservies | Correspondances |
|  | - |  | ----------------------- | ---- | ------------------- | --------------- |
|  | ■ |  | Carré Citoyenneté       | 5    | Lieusaint           |                 |
|  | • |  | Carré Trait d'Union     | 5    | Lieusaint           | Tzen 1          |
|  | • |  | Nicolas-Guiard          | 5    | Savigny-le-Temple   |                 |
|  | • |  | Nandy - Roseraie        | 5    | Nandy               |                 |
|  | • |  | Olof Palme              | 5    | Savigny-le-Temple   |                 |
|  | • |  | Boissénart - La Haie    | 5    | Savigny-le-Temple   |                 |
|  | • |  | Plaine du Moulin à Vent | 5    | Cesson              |                 |
|  | • |  | Jean-Rostand            | 5    | Vert-Saint-Denis    |                 |
|  | • |  | Konrad-Adenauer         | 5    | Vert-Saint-Denis    |                 |
|  | • |  | Champ de Foire - Europe | 5    | Melun               |                 |
|  | • |  | Saint-Exupéry           | 5    | Melun               |                 |
|  | • |  | Trois Horloges          | 5    | Melun               |                 |
|  | ■ |  | Gare Routière Mail      | 5    | Melun               |                 |

(Les stations en gras servent de départ ou de terminus à certaines missions)

## Exploitation
Le 3702 est une ligne de bus, du réseau de bus de Sénart, exploitée par le groupe Transdev, fonctionnant du lundi au samedi de 6 h 15 à 22 h 25 ainsi que les dimanches et jours fériés de 9 h 30 à 21 h 10. Depuis le 6 novembre 2017, la ligne offre 44 trajets aller-retour par jour du lundi au samedi et 12 trajets aller-retour le dimanche, soit une fréquence d'un bus toutes les 20 minutes du lundi au samedi et toutes les heures les dimanches et jours fériés. Les bus relient Lieusaint - Carré Citoyenneté à Melun - Gare Routière Mail en 40 à 50 minutes.

### Matériel roulant et remisage
La ligne 3702 est assurée à son ouverture par quatre autobus de type Mercedes-Benz Citaro II BHNS, en version bus à haut niveau de service avec carénage du toit et des roues et en livrée spécifique mauve et vert, ainsi que par un seul autobus de type Mercedes-Benz Citaro C2, en version standard et en livrée spécifique mauve et vert, associés au gris argenté STIF. Entièrement accessibles aux personnes à mobilité réduite, et présentant la particularité d’avoir deux emplacements pour fauteuils roulants, contre un seul habituellement pour les Citaro II BHNS, ils respectent déjà la norme EEV, qui ne succédera à Euro 5 qu'en 2012. Pour le nouveau Citaro C2, il respecte la nouvelle norme d’émissions Euro 6 de 2014, mais ne possède qu'un seul emplacement pour les personnes à mobilité réduite. Ces cinq véhicules, remisés dans le centre opérationnel bus Transdev de Vaux-le-Pénil, sont dotés d'un système d'informations voyageurs embarqué avec écrans LCD et sont équipés d’un filtre à particules, qui réduit de 75 % les émissions de monoxyde de carbone, d’hydrocarbures et de particules de métaux lourds, responsables des fumées noires.

### Tarification et financement
La tarification de la ligne est identique à celle de tous les réseaux de bus franciliens et accessibles avec les mêmes abonnements. Un ticket « bus-tram », qui remplace le ticket t+ au 1er janvier 2025, permet un trajet simple quelle que soit la distance, avec une ou plusieurs correspondances possibles avec les autres lignes de bus et de tramway pendant une durée maximale de 1 h 30 entre la première et dernière validation. En revanche, un ticket validé dans un bus ne permet pas d'emprunter le métro, ni le Transilien et le RER.
Le financement du fonctionnement des lignes (entretien, matériel et charges de personnel) est assuré par Transdev. Cependant, les tarifs des billets et abonnements dont le montant est limité par décision politique ne couvrent pas les frais réels de transport. Le manque à gagner est compensé par l'autorité organisatrice, Île-de-France Mobilités, présidée depuis 2005 par le président du conseil régional d'Île-de-France et composé d'élus locaux. Elle définit les conditions générales d'exploitation ainsi que la durée et la fréquence des services. L'équilibre financier du fonctionnement est assuré par une dotation globale annuelle aux transporteurs de la région grâce au versement transport payé par les entreprises et aux contributions des collectivités publiques.
La ligne 3702 est aussi financé à 50 % par le conseil départemental de Seine-et-Marne, conformément à sa politique de développement des transports publics. La communauté d'agglomération Grand Paris Sud et la communauté d'agglomération Melun Val de Seine apportent respectivement 25 %.

## Avenir

### T Zen 2
La 2e ligne de T Zen, qui reliera Sénart à Melun comme le 3702, viendra remplacer celle-ci en 2027. Cette ligne de T Zen sera aménagée en site propre afin d'améliorer la régularité en s'affranchissant des contraintes liées à la circulation automobile. Cette ligne reliera les deux cœurs d'agglomération en desservant 27 stations et en parcourant 17,5 kilomètres. Elle fonctionnera de 5 h à 0 h, et desservira les stations toutes les six minutes aux heures de pointe et toutes les quinze minutes aux heures creuses.

## Tourisme

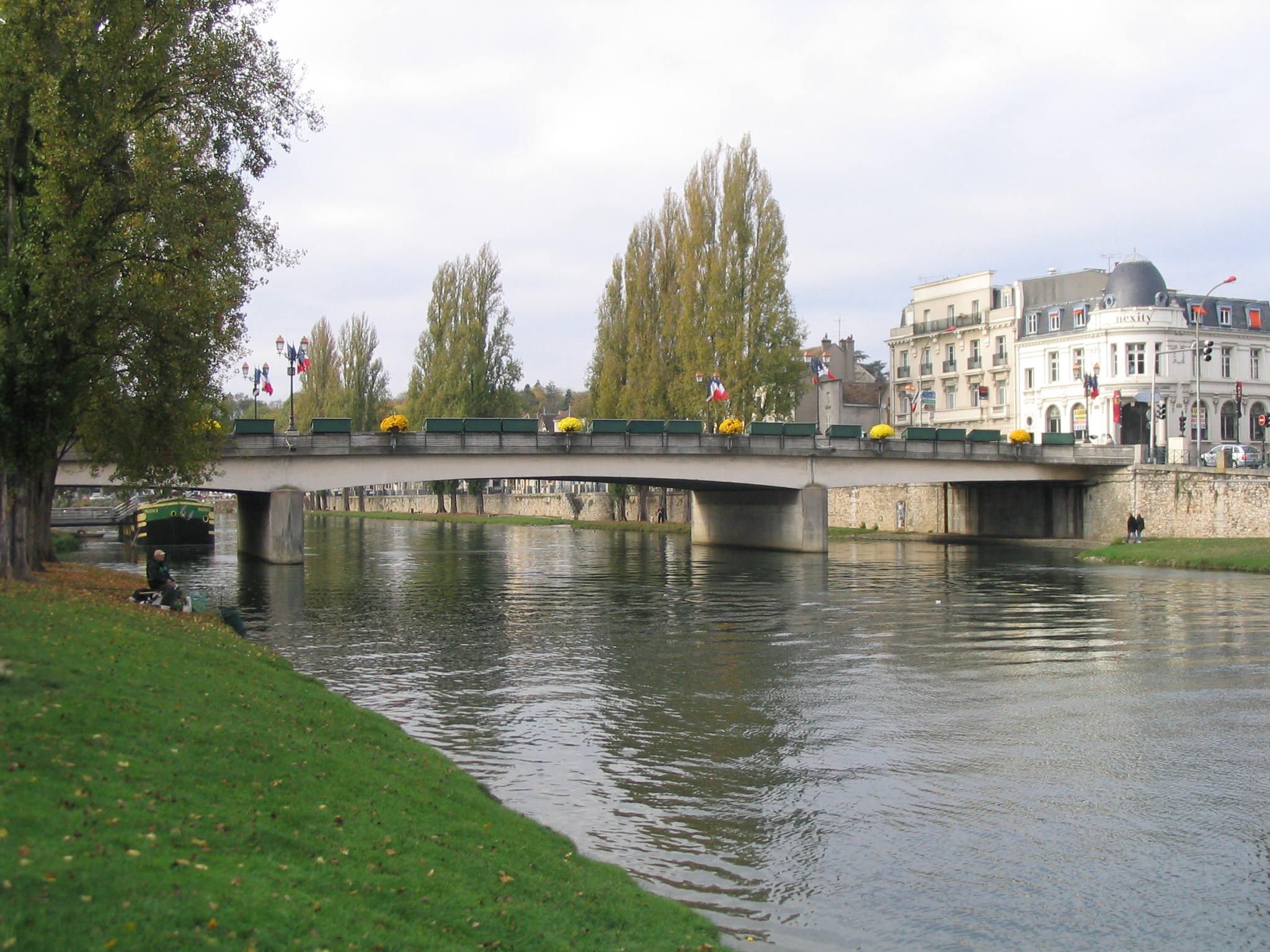
Les bords de Seine à Melun.

La ligne 3702 dessert, du nord au sud, les lieux d'attraction suivant :
- le centre commercial Carré Sénart ;
- les canaux du Carré ;
- Maisonément (Cité de la Maison de Boissénart) ;
- la ZAC du Champ de foire à Melun (commerces de l’équipement de la maison et du bricolage) ;
- les bords de la Seine.